# Yoweri Museveni
Yoweri Kaguta Museveni (Ntungamo, 15 settembre 1944) è un politico e generale ugandese, Presidente dell'Uganda dal 29 gennaio 1986.
Prese parte attiva alle ribellioni che rovesciarono i dittatori ugandesi Idi Amin (1979) e Milton Obote (1985).
Distintosi per il forte autoritarismo e per le azioni repressive adottate nei confronti delle opposizioni (sia armate sia democratiche), durante il suo governo l'Uganda ha ottenuto una relativa stabilità e crescita economica (ad eccezione delle zone settentrionali del paese) dopo decenni di ribellioni e guerre civili, ma al contempo le elezioni durante il suo governo si sono caratterizzate per brogli ed arresti dei candidati dell'opposizione.

## Biografia

### Dagli inizi alla lotta armata
Originario di una famiglia di allevatori del regno di Ankole appartenente all'etnia Hima quando l'Uganda era un protettorato britannico, Museveni frequentò le scuole anglicane e nel 1970 si laureò in scienze politiche, giuridiche ed economiche presso l'Università di Dar es Salaam (Tanzania), dove si avvicinò alle idee socialiste del presidente Julius Nyerere. Ebbe contatti con i movimenti nazionalisti radicali e conobbe il futuro leader sud-sudanese John Garang.
Successivamente si recò in Mozambico nei territori liberati dal Fronte di Liberazione del Mozambico (FRELIMO), movimento marxista che combatteva il dominio coloniale portoghese, da cui apprese le tecniche di guerriglia. Rientrato in Uganda, entrò nei servizi segreti del governo di Milton Obote.

### Esilio, ritorno e resistenza
L'avvento della dittatura di Idi Amin (1971) lo costrinse a fuggire in esilio in Tanzania, dove fondò il Fronte per la Salvezza Nazionale (FRONASA) in opposizione a Idi Amin e all'ex-presidente Obote.
Tornato in Uganda nel 1979 a capo dell'invasione sostenuta dalla Tanzania, che Idi Amin aveva attaccato nel 1978, Museveni prese parte al rovesciamento del dittatore e più tardi divenne ministro della Difesa del governo di transizione. Contestata la vittoria di Milton Obote alle elezioni nazionali del dicembre 1980, Museveni si ritirò nella sua roccaforte fondando sia il Movimento Nazionale di Resistenza (NRM) sia il suo braccio armato, la National Resistance Army (NRA). Riprese quindi la lotta armata alla testa della NRA per cinque anni assieme al ruandese Paul Kagame contro il governo di Obote, guadagnando il favore della popolazione e il sostegno della Libia.

### Presa del potere
Nel gennaio 1985 Obote fu nuovamente destituito dal generale Tito Okello. Il nuovo presidente acconsentì a negoziare con il NRA di Museveni, ma i colloqui di pace di Nairobi si risolsero in un nulla di fatto. Dopo una breve tregua Museveni riprese la lotta contro il governo, il 26 gennaio 1986 conquistò la capitale Kampala e tre giorni dopo si autoproclamò nuovo presidente.

### Governo dell'Uganda
In politica interna, Museveni introdusse misure volte a stabilizzare il paese, introducendo fra l'altro un capillare sistema di autogoverno locale; iniziò un processo di privatizzazione delle aziende statali e di riduzione della spesa pubblica.

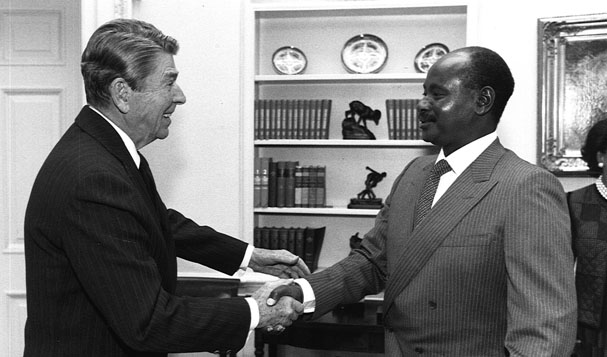
Incontro di Museveni con Ronald Reagan nel 1987

In politica estera dimostrò di avere carisma, autorità e prestigio, e sotto la sua guida l'Uganda impose la propria influenza nella regione dei Grandi Laghi e nel conflitto che dilaniava la Repubblica Democratica del Congo (ex Zaire), dove erano in gioco considerevoli interessi economici e commerciali. In particolare, aiutò il suo amico Paul Kagame a prendere il potere in Ruanda nel 1994. Memori del sostegno di Mobutu Sese Seko per Okello, Uganda e Ruanda parteciparono attivamente alla prima guerra del Congo (1996-97) aiutando le milizie ribelli di Laurent-Désiré Kabila a rovesciare il dittatore zairese. Invasero nuovamente il paese vicino allo scoppio della seconda guerra del Congo (1998-2003), stavolta contro Kabila.
Durante il suo mandato si è registrata una sensibile riduzione della grave diffusione dell'AIDS nel paese: mentre negli anni 1980 l'Uganda aveva uno dei più elevati tassi di infezione, negli ultimi anni la diffusione del virus appare moderata, al confronto con altri stati dell'Africa.
Non ebbe altrettanto successo nella lotta contro i ribelli nel nord del paese, la Lord's Resistance Army guidata da Joseph Kony, considerato dai suoi seguaci una sorta di profeta, che rivendica la creazione di uno stato fondato sui 10 comandamenti biblici. Di fronte al permanere di opposizioni armate Museveni adottò misure di carattere autoritario e repressivo fortemente criticate da parte di organismi internazionali per la difesa dei diritti umani. Secondo le stime in questo conflitto vi sono state oltre 500.000 vittime e 800.000 profughi nei distretti Gulu, Pader e Kitgum. Il supporto del Sudan di Omar al-Bashir all'LRA spinse Museveni a sostenere la guerriglia sud-sudanese dell'SPLA, guidata da John Garang. I successivi dissidi politici tra i due hanno portato ad ipotizzare un coinvolgimento di Museveni e il signore della guerra Salva Kiir nella morte di Garang in un incidente aereo sul suolo ugandese nel 2005, sei anni prima che l'Uganda supportasse la secessione del Sudan meridionale.
Di grande importanza, nel disegno politico di Museveni, anche la battaglia in difesa dell'identità culturale dell'Africa nera, minacciata dalla penetrazione dell'islamismo.
Nel febbraio del 2014, Museveni ha firmato una legge contro l'omosessualità emanata dal Parlamento, suscitando le preoccupazioni della comunità internazionale. Tuttavia, il progetto di legge è stato bloccato in agosto dalla Corte costituzionale, che aveva rilevato irregolarità nel processo di approvazione legislativa.

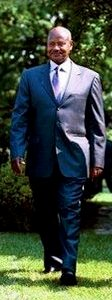
Museveni a Washington, nel giugno del 2003

### Elezioni presidenziali
Le elezioni presidenziali del 1996 furono le prime elezioni democratiche dell'era di Museveni; il presidente in carica, sostenuto dal suo Movimento di Resistenza Nazionale, riuscì a sconfiggere i suoi avversari, Paul Ssemogerere e Mohamed Mayanja con uno schiacciante 75,5% dei voti (e un'affluenza del 72,6% degli aventi diritto). Anche se gli osservatori internazionali convalidarono le elezioni, entrambi i candidati sconfitti respinsero i risultati e accusarono Museveni di brogli.
Museveni fu riconfermato Presidente in occasione delle elezioni presidenziali del 2001, quando ottenne il 69% delle preferenze, nonostante nel paese serpeggiasse il malcontento per i numerosi scandali politici e le sistematiche violazioni dei diritti umani. Il suo principale avversario, Kizza Besigye, presentò ricorso alla Corte Suprema ugandese: i giudici stabilirono che le elezioni non erano state libere ed eque, ma si rifiutarono di annullare il risultato in quanto i presunti brogli non avrebbero alterato in maniera decisiva la volontà popolare.
Nel novembre 2005 Museveni annunciò di volersi ricandidare per le elezioni presidenziali del 2006; in seguito ad una modifica costituzionale venne infatti legittimato il terzo mandato. Il suo principale oppositore, Kizza Besigye, poche settimane dopo il suo rientro dall'esilio è stato arrestato e processato per alto tradimento e stupro. Alle elezioni presidenziali del 2006 Museveni ottenne il 59,28% dei voti, venendo pertanto confermato alla guida del governo ugandese.
Museveni è stato rieletto per il suo quarto mandato alle elezioni presidenziali del 2011. Gli elettori (affluenza del 59% dei circa 14 milioni aventi diritto di voto) gli hanno accordato il 68% delle preferenze, contro il 26% ottenuto da Kizza Besigye (Forum for Democratic Change) e il 4% del terzo candidato Mattiah Ma Hion'è.
In occasione delle elezioni presidenziali del 2016 Museveni è stato nuovamente dichiarato vincitore con il 60,75% dei voti contro Besigye, accreditato al 35.37%. Anche in questo caso i partiti di opposizione hanno denunciato frodi diffuse e violenze.
Nelle elezioni generali (presidenziali e parlamentari) del gennaio 2021 Museveni è stato rieletto per un sesto mandato con il 58,6% dei voti. Il principale candidato d'opposizione, Bobi Wine, ha contestato i risultati, venendo posto agli arresti domiciliari il 15 gennaio (rilasciato il 26 dello stesso mese). Di fatto, la Commissione elettorale ha rifiutato l'accreditamento a numerosi osservatori internazionali.
Nel giugno 2025, Yoweri Museveni ha annunciato la sua candidatura per le elezioni presidenziali del gennaio 2026.